# Marcel Riesz
Marcel Riesz (Győr, 16 de novembro de 1886 — Lund, 4 de setembro de 1969) foi um matemático húngaro, conhecido por trabalhar em métodos de soma, teoria do potencial e outras partes da análise, bem como teoria dos números, equações diferenciais parciais e álgebras de Clifford. Ele passou a maior parte de sua carreira em Lund, Suécia.
Marcel é o irmão mais novo de Frigyes Riesz, que também era um matemático importante e às vezes trabalhavam juntos.

## Biografia
Marcel Riesz nasceu em Győr, Áustria-Hungria; ele era o irmão mais novo do matemático Frigyes Riesz. Ele obteve seu PhD na Universidade Eötvös Loránd sob a supervisão de Lipót Fejér. Em 1911, mudou-se para a Suécia a convite de Magnus Gösta Mittag-Leffler. De 1911 a 1925, ele lecionou em Stockholms högskola (hoje Universidade de Estocolmo). De 1926 a 1952, ele foi professor na Universidade de Lund. Depois de se aposentar, ele passou 10 anos em universidades nos Estados Unidos. Ele voltou para Lund em 1962 e morreu lá em 1969.
Riesz foi eleito membro da Real Academia Sueca de Ciências em 1936.

## Trabalho matemático

### Análise clássica
O trabalho de Riesz como aluno de Fejér em Budapeste foi dedicado às séries trigonométricas:
{\displaystyle {\frac {a_{0}}{2}}+\sum _{n=1}^{\infty }\left\{a_{n}\cos(nx)+b_{n}\sin(nx)\right\}.\,}
Um de seus resultados afirma que, se
{\displaystyle \sum _{n=1}^{\infty }{\frac {|a_{n}|+|b_{n}|}{n^{2}}}<\infty ,\,}
e se as médias de Fejer da série tendem a zero, então todos os coeficientes a n e b n são zero.
Seus resultados sobre soma de séries trigonométricas incluem uma generalização do teorema de Fejér para os meios de Cesàro de ordem arbitrária. Ele também estudou a soma de poder e as séries de Dirichlet, e foi co-autor de um livro Hardy & Riesz (1915) sobre o último com GH Hardy.
Em 1916, ele introduziu a fórmula de interpolação de Riesz para polinômios trigonométricos, que lhe permitiu apresentar uma nova prova da desigualdade de Bernstein.
Ele também introduzida a função Riesz Riesz ( x ), e mostrou que a hipótese de Riemann é equivalente ao limite Riesz ( x ) = S ( x 1 / 4  +  ε ) como x  → ∞, para qualquer ε  > 0.
Junto com seu irmão Frigyes Riesz, ele provou o teorema F. e M. Riesz, o que implica, em particular, que se μ é uma medida complexa no círculo unitário tal que
{\displaystyle \int z^{n}d\mu (z)=0,n=1,2,3\cdots ,\,}
então a variação | μ | de µ e a medida de Lebesgue no círculo são mutuamente absolutamente contínuas.

### Métodos analíticos-funcionais
Parte do trabalho analítico de Riesz na década de 1920 usou métodos de análise funcional.
No início da década de 1920, ele trabalhou no problema do momento , ao qual introduziu a abordagem teórica do operador ao provar o teorema de extensão de Riesz (que antecedeu o teorema de Hahn-Banach intimamente relacionado).
Mais tarde, ele desenvolveu um teorema de interpolação para mostrar que a transformada de Hilbert é um operador limitado em L p (1 <  p  <∞). A generalização do teorema de interpolação por seu aluno Olaf Thorin é agora conhecida como teorema de Riesz – Thorin.
Riesz também estabeleceu, independentemente de Andrey Kolmogorov, o que agora é chamado de critério de compactação de Kolmogorov-Riesz em L p: um subconjunto K  ⊂ L p ( R n ) é pré-compactado se e somente se as três seguintes condições forem válidas: (a) K é limitado;
(b) para cada ε  > 0 existe R  > 0 de modo que
{\displaystyle \int _{|x|>R}|f(x)|^{p}dx<\epsilon ^{p}\,}
para todo f  ∈  K;
(c) para cada ε  > 0 existe ρ  > 0 de modo que
{\displaystyle \int _{\mathbb {R} ^{n}}|f(x+y)-f(x)|^{p}dx<\epsilon ^{p}\,}
para cada y  ∈  R n com | y | <  Ρ , e cada f  ∈  K.

### Teoria potencial, PDE e álgebras de Clifford
Depois de 1930, os interesses de Riesz mudaram para a teoria do potencial e equações diferenciais parciais. Ele fez uso de "potenciais generalizados", generalizações da integral de Riemann-Liouville. Em particular, Riesz descobriu o potencial de Riesz, uma generalização da integral de Riemann-Liouville para uma dimensão maior que um. 
Nas décadas de 1940 e 1950, Riesz trabalhou nas álgebras de Clifford. Suas notas de aula de 1958, cuja versão completa só foi publicada em 1993 (Riesz (1993)), foram apelidadas pelo físico David Hestenes de "a parteira do renascimento" das álgebras de Clifford.

### Alunos
Os alunos de doutorado de Riesz em Estocolmo incluem Harald Cramér e Einar Carl Hille. Em Lund, Riesz supervisionou as teses de Otto Frostman, Lars Hörmander e Olaf Thorin.

## Publicações
- Hardy, G. H.; Riesz, M. (1915). The general theory of Dirichlet's series. Cambridge University Press. JFM 45.0387.03.
- Riesz, Marcel (1988). Collected papers. Berlin, New York: Springer-Verlag. ISBN 978-3-540-18115-6. MR 0962287.
- Riesz, Marcel (1993) [1958]. Clifford numbers and spinors. Fundamental Theories of Physics. 54. Dordrecht: Kluwer Academic Publishers Group. ISBN 978-0-7923-2299-3. MR 1247961.